# Shaoguan
Shaoguan (cinese: 韶关; pinyin: Sháoguān) è una città-prefettura della Cina nella provincia del Guangdong, della quale è la città più settentrionale. È situata vicino al punto di incontro fra Hunan, Jiangxi e Guangdong. Con i suoi più di 2000 anni di storia, è nel Guangdong una città molto importante dal punto di vista culturale.

## Storia
Nel 111 a.C. è stato fondato il distretto di Qu Jiang, nella parte settentrionale del Guangdong.
Nel 265, durante il dominio del regno di Wu, viene fondata la contea di Shixing.
Nel 589, con la dinastia Sui, il nome è cambiato in Shaoguan, che prende dalla montagna di Shaoshi. Con l'impero Yuan, la sua giurisdizione si allarga a 4 distretti. Con i Ming, ne amministra 6. Durante il periodo della Repubblica di Cina Shaoguan diventa un distretto. Nel 1949 diventa un distretto a livello di prefettura, e nel 1975 la sua importanza viene nuovamente alzata di rango.

## Date principali
- 26/6/2009: incidente di Shaoguan
- 2010: Il capo della polizia del distretto di Shaoguan Ye Shuyang venne espulso da membro del partito e dal suo incarico per corruzione. Venne sostituito dal suo vice Zhu Jinxiong e da Xiao Chunli che era stato nell'assemblea municipale dopo essere stato anche un ministro.

## Geografia e clima
Shaoguan confina a nord e a nord-ovest con Liuzhou nell'Hunan, a nord-est con la città di Ganzhou nel Jiangxi, ad est confina con la città di Heyuan nel Guangdong, a sud con la città di Huizhou, e a ovest e a sud-ovest con la città di Qingyuan. La città è situata ai piedi dei monti Nanling, è in territorio collinare, dato che l'erosione dell'acqua ha dato vita a diverse valli collinari.

La catena montuosa si dirige principalmente verso nord-ovest. Il monte Shikang (1902 metri) è il più alto dell'intera provincia. I fiumi più importanti che attraversano il territorio della città sono il fiume delle Perle e il fiume Bei, per un totale di corsi d'acqua di 144 chilometri.

Il clima è mite e umido. La temperatura media annuale si aggira attorno ai 20°. Gennaio è il mese più freddo (circa 10°), Luglio è il mese più caldo (circa 30°). Le precipitazioni annue ammontano a 1400-1900 mm, concentrati principalmente in primavera e in estate.

## Economia
Per tutto l'anno del 2008, secondo i primi calcoli, il distretto ha prodotto per un valore di 5458 miliardi e 71 milioni di Yuan. Basandosi sui prezzi comparabili la crescita annua aumenta del 10.6%. La produzione pro capite è di 18503 yuan, in aumento del 10.3%, alla fine dell'anno risultano registrate 3230900 persone, con un aumento di 19000 persone. La popolazione non agricola è composta da 1248000 persone, quella agricola da 1980000 persone. Shaoguan rientra nell'arteria che collega il Nord al Guangdong, lungo la ferrovia Pechino-Canton, fra Pingshi e Lechang, il tunnel che attraversa il monte Dalao è lungo 14.3 chilometri, ed attualmente è il secondo tunnel ferroviario più lungo della Cina. Da Shaoguan al porto di Yantian è stata aperta una linea ferroviaria speciale per il trasporto dei container.

## Amministrazione
La prefettura amministra tre distretti, due città di livello-contea e cinque contee:
- Distretto di Zhenjiang
- Distretto di Wujiang
- Distretto di Qujiang
- Contea di Shixing
- Contea di Renhua
- Contea di Wengyuan
- Contea di Xinfeng
- Contea autonoma Yao di Ruyuan
- Lechang
- Nanxiong